# Jakop Dalunde
Jakop Dalunde (ur. 2 lutego 1984 w Sztokholmie) – szwedzki polityk, działacz Partii Zielonych, poseł do Riksdagu, deputowany do Parlamentu Europejskiego VIII i IX kadencji.

## Życiorys
Pracował w stowarzyszeniu inżynierów (Sveriges Ingenjörer) i w strukturach Partii Zielonych. W latach 2008–2011 był jednym z dwóch rzeczników Grön Ungdom, organizacji młodzieżowej swojego ugrupowania. Od 2010 zasiadał w radzie miejskiej Sztokholmu. Był również przewodniczącym afiliowanej przy Kościele Szwecji organizacji młodzieżowej Svenska Kyrkans Unga.
W latach 2014–2016 był członkiem Riksdagu, zastępując w nim innych deputowanych. W wyborach europejskich w 2014 bez powodzenia kandydował z ramienia Partii Zielonych do Europarlamentu. Mandat posła objął jednak w czerwcu 2016 (w miejsce powołanego w skład rządu Petera Erikssona). Dołączył do grupy Zielonych i Wolnego Sojuszu Europejskiego. W 2019 został wybrany na kolejną kadencję, jednak objęcie miejsca w PE IX kadencji zostało zawieszone do czasu brexitu. Ostatecznie powrócił do Europarlamentu w lutym 2020.